# Chadli Amri
Chadli Amri (ur. 14 grudnia 1984 w Saint-Avold) – algierski piłkarz występujący na pozycji napastnika. Od 2017 jest zawodnikiem FC Differdange.

## Kariera klubowa
Amri jest wychowankiem FC Folschviller. Później był zawodnikiem FC Metz. W jego juniorach grał do 2003 roku. Wówczas odszedł do amatorskiego ASC Lascasbas. W 2004 roku przeszedł do rezerw 1. FC Saarbrücken grających w Oberlidze (V liga). W sezonie 2005/2006 został włączony do pierwszej drużyny Saarbrücken, występującej w 2. Bundeslidze. W tych rozgrywkach zadebiutował 28 sierpnia 2005 w przegranym 0:3 meczu ze Sportfreunde Siegen.
W 2006 roku przeszedł do pierwszoligowego 1. FSV Mainz 05. W Bundeslidze pierwszy występ zanotował 19 sierpnia 2006 przeciwko Borussii Dortmund (1:1). 19 maja 2007 w przegranym 2:5 pojedynku z Bayernem Monachium strzelił pierwszego gola w trakcie gry w Bundeslidze. W sezonie 2006/2007 zajął z klubem 16. miejsce w lidze i spadł z nim do drugiej ligi. W sezonie 2008/2009 uplasował się z Mainz na 2. pozycji w 2. Bundeslidze i awansował z nim do Bundesligi. W 2010 roku odszedł do 1. FC Kaiserslautern. Następnie grał w FSV Frankfurt i MC Oran. W 2015 trafił do FC Homburg. W 2017 przeszedł do FC Differdange.

## Kariera reprezentacyjna
Amri urodził się we Francji, jednak zdecydował się grać w reprezentacji Algierii, ojczyźnie jego rodziców. W kadrze Algierii zadebiutował 2 września 2006 w bezbramkowo zremisowanym meczu z Gwineą.